# عملية الشروق (فيتنام)
عملية الشروق هي المرحلة الأولى من الهجوم المضاد الفيتنامي الجنوبي طويل المدى ضد الفيت كونغ أثناء حرب فيتنام. تم إطلاقه في منطقة بن كات بمحافظة بنه ديونغ على بعد 35 ميلاً (56 كم) من سايغون. وبدأ برنامج هاملت الاستراتيجي الذي اقتلع فيه السكان الريفيون المتناثرون في جنوب فيتنام من أراضيهم الزراعية الأصلية وتوطينهم في قرى إستراتيجية محصنة تدافع عنها المليشيات المحلية. ومع ذلك، سرعان ما اخترق متمردين الفيت كونغ أكثر من 50 قرية إستراتيجية واستولوا عليها بسهولة وقاموا بقتل قادة القرى.
ونتيجة لذلك، أصدر الرئيس الفيتنامي الجنوبي نغو دينه ديم أمرًا بتنفيذ غارات جوية ضد القرى الاستراتيجية التي يشتبه بأنها تحت سيطرة الفيت كونغ. تم تنفيذ الغارات الجوية من قبل القوات الجوية لفيتنام الجنوبية وتم دعمها من قبل الولايات المتحدة التي قامت ببعض الغارات أيضًا. في أعقاب الغارات الجوية أُرسِلت الدبابات الخفيفة الفيتنامية الجنوبية إلى القرى الاستراتيجية لتطهيرها من المتمردين. وعلى الرغم من مقتل العشرات من عناصر الفيت كونغ، إلا أن العملية ألحقت خسائر فادحة في صفوف المدنيين، وأدى ذلك إلى انخفاض شعبية نظام نغو دينه ديم، بالإضافة إلى تزايد كره الفلاحين للولايات المتحدة التي أُلقي اللوم عليها بأنها خلف برنامج هاملت الاستراتيجي الذي لا يحظى بشعبية، وكذلك الغارات الجوية.